# Pierre aux Bœufs
La Pierre aux Bœufs est un menhir situé sur la commune de Montreuil-l'Argillé dans le département de l’Eure, en France.

## Localisation
Le mégalithe est situé à la sortie de la commune au bord de la route menant à Saint Aquilin d’Augerons

## Description
La Pierre aux Bœufs est un menhir en grès de 3 m de haut. Son épaisseur varie entre 0,7 m et 0,8 m.

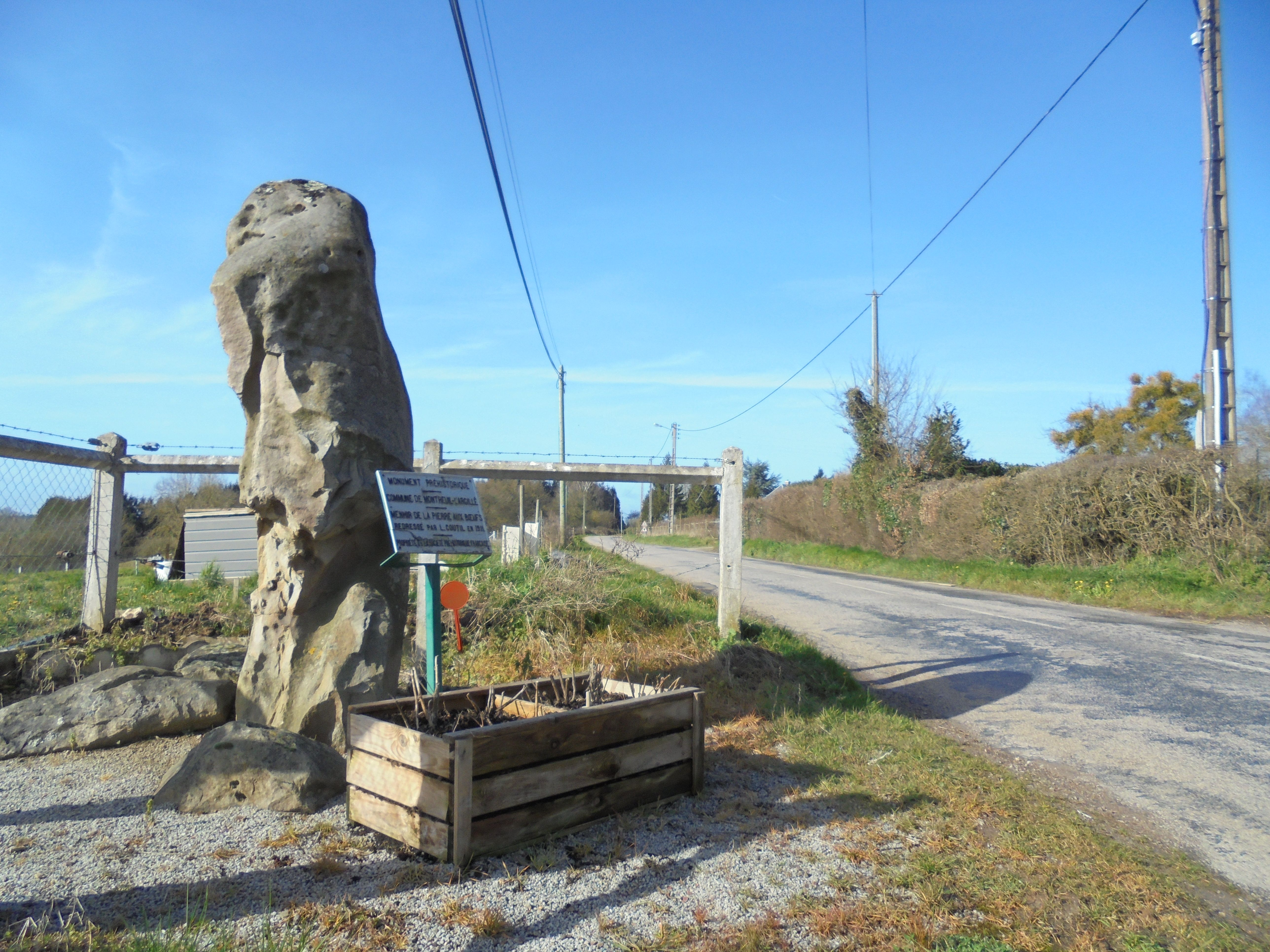
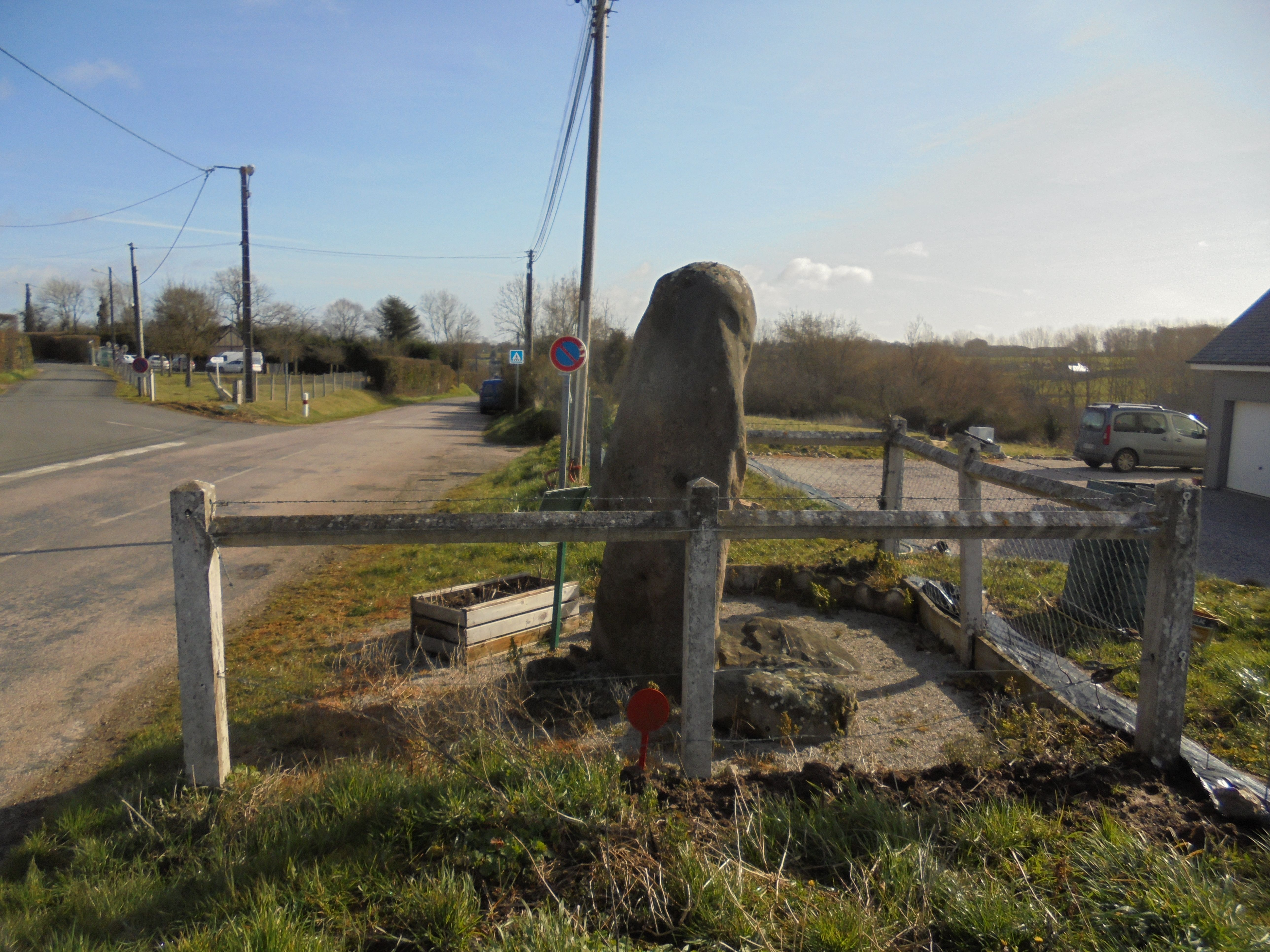
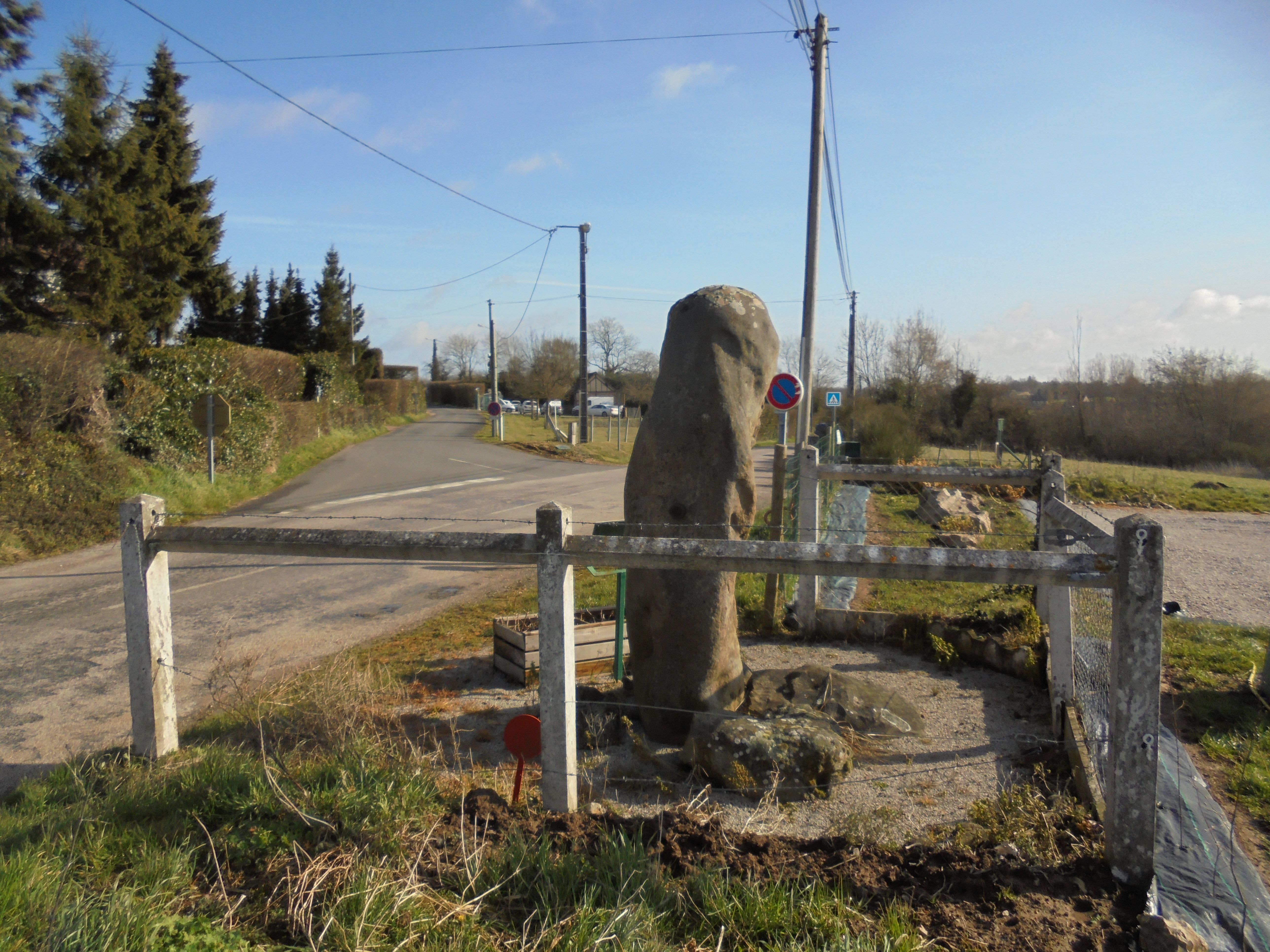

## Historique
La pierre est restée debout jusqu’en 1860, date à laquelle elle a été renversée et brisée accidentellement en tentant d’arracher un arbre qui se trouvait dans le même talus. Il est inventorié pour la première fois en 1897 par Léon Coutil, président de la Société préhistorique française,.
D’après la plaque qui a été posée à proximité, le menhir a été reconstitué et relevé par Coutil en 1911.

## Légende
D’après des légendes locales, un chef anglais serait inhumé sous le menhir.